# بيتر فان دير ليندن (مهندس)
بيتر فان دير ليندن (بالإنجليزية: Peter van der Linden)‏ هو مهندس أمريكي، ولد في 1963.